# Женева
Женева (фр. Genève, итал. Ginevra) други је по величини град у Швајцарској (после Цириха), а највећи град Романдије (дела Швајцарске у коме се говори француски језик). Женева је и главни град и највеће место истоименог кантона Женева.
И поред своје не баш изразите величине Женева се сматра једним од глобалних градова, углавном због присуства бројних међународних организација, укључујући европско седиште Уједињених нација.
По истраживању из 2006, Женева је други град на свету по квалитету живота (такође после Цириха).

## Порекло назива
Сматра се да је назив града везан за Келте. Најстарији сачувани назив је био латински назив Генава (лат. Genava) непознатог порекла. Током раног средњег века назив се постепено мењао ка садашњем облику Женева (фра. Genève [ʒənɛv]). Женева као вековима познат град има бројне другачије називе на европским језицима (енгл. Geneva, итал. Ginevra, ретором. Genevra).

## Положај града
Женева је изузетно важан град како у држави тако у на нивоу света. На нивоу Швајцарске она је удаљена:
- од главног града Швајцарске, Берна, град је удаљен 165 km југоисточно,
- од Базела 250 km јужно,
- од Цириха 280 km југоисточно.

На нивоу Европе Женева је удаљена:
- од Лиона 150 km источно,
- од Милана 250 km северозападно,
- од Париза 540 km југоисточно.

## Географија
Рељеф
Женева се налази на крајњем југозападу Швајцарске, са три стране окружена француском границом. Град се развио на крајње југозападној тачки Леманског језера. На овом месту из језера отиче река Рона. Њена долина дели алпско планинско подручје јужно од града и северно положено подручје планина Јуре. Сама долина је на приближно 350–400 m надморске висине, валовита, плодна и густо насељена.
Воде
Женева се налази на крајње југозападној тачки Леманског језера (француски: Lac Léman), које је по граду названо и Женевским. Језеро је ледничког порекла и спада у највећа алпска језера. На месту старог дела Женеве из језера отиче река Рона. Непосредно јужно од градског језгра и Рону се улива мања река Авре, која долази са Алпа.

## Историја
Прва насеља на месту Женеве везују се за доба праисторије. Почетком нове ере овде се налазило келтско-германско насеље, које су Римљани освојили 121. године. Тада је забележен и данашњи назив града. У доба касног Рима град постаје средиште хришћанског епископа.
Почетком средњег века кроз ову област протутњало је много варварских племена, од којих су највећи утицај оставили Бургунди и Франци. Године 888. град је припојен Бургундији. Године 1033. насеље потпало под немачки утицај. Године 1154. град са околином добија елементе аутономије, која је постепено проширивана. Године 1394. великашка породица Савоја постепено преузима утицај на градом, а сама породица добија војводско звање. Међутим, град је и даље имао вишег заштитника. Године 1526. ово постаје тадашња Швајцарска конфедерација, са којом се град уједињује.
У ово време јавља се у Женеви и покрет реформације на челу са Жаном Калвином. Године 1536. грађани су се самопрогласили протестантима. У ово време (1536—1564) у граду је живео и радио познати протестантски делатник, Жан Калвин, који постаје духовни вођа града, а који и данас представља један од симбола града. И поред тога што је град остао протестантски, у 17. веку у град се враћају римокатоличка црква, а постепено и верници.
Током Француске револуције (1789/99) грађани Женеве су активно учествовали у свим догађањима, па је град са околином 1798. припојен Француској. У оквиру ње је остао све до пада Наполеона 1814. године. Тада је Женева с непосредном околином припојена Швајцарској Конфедерацији, што је остало до данас.
Међународни значај град добија после Првог светског рата, када град постаје седиште међународне организације Лиге народа 1919. године. Ова организација (будући да није спречила светски рат) уступила је место Уједињеним нацијама после Другог светског рата, што је узроковало пресељење међународне пажње у ново седиште, Њујорк. Међутим, у Женеви су остала и даље седишта бројних међународних организација. Ово је граду дало већи значај наспрам његове величине и положаја, па је град и данас велико привредно и културно средиште.

## Клима
Клима области Женеве је умерено континентална. Просечна годишња температура је 9,0 °C, док је просечна количина падавина близу 1000 mm/м².
| Клима Женеве (GVA), елевација: 412 m (1.352 ft), 1981–2010 нормале, екстреми 1901–садашњост | Клима Женеве (GVA), елевација: 412 m (1.352 ft), 1981–2010 нормале, екстреми 1901–садашњост | Клима Женеве (GVA), елевација: 412 m (1.352 ft), 1981–2010 нормале, екстреми 1901–садашњост | Клима Женеве (GVA), елевација: 412 m (1.352 ft), 1981–2010 нормале, екстреми 1901–садашњост | Клима Женеве (GVA), елевација: 412 m (1.352 ft), 1981–2010 нормале, екстреми 1901–садашњост | Клима Женеве (GVA), елевација: 412 m (1.352 ft), 1981–2010 нормале, екстреми 1901–садашњост | Клима Женеве (GVA), елевација: 412 m (1.352 ft), 1981–2010 нормале, екстреми 1901–садашњост | Клима Женеве (GVA), елевација: 412 m (1.352 ft), 1981–2010 нормале, екстреми 1901–садашњост | Клима Женеве (GVA), елевација: 412 m (1.352 ft), 1981–2010 нормале, екстреми 1901–садашњост | Клима Женеве (GVA), елевација: 412 m (1.352 ft), 1981–2010 нормале, екстреми 1901–садашњост | Клима Женеве (GVA), елевација: 412 m (1.352 ft), 1981–2010 нормале, екстреми 1901–садашњост | Клима Женеве (GVA), елевација: 412 m (1.352 ft), 1981–2010 нормале, екстреми 1901–садашњост | Клима Женеве (GVA), елевација: 412 m (1.352 ft), 1981–2010 нормале, екстреми 1901–садашњост | Клима Женеве (GVA), елевација: 412 m (1.352 ft), 1981–2010 нормале, екстреми 1901–садашњост |
| Показатељ \ Месец                                                                           | .Јан.                                                                                       | .Феб.                                                                                       | .Мар.                                                                                       | .Апр.                                                                                       | .Мај.                                                                                       | .Јун.                                                                                       | .Јул.                                                                                       | .Авг.                                                                                       | .Сеп.                                                                                       | .Окт.                                                                                       | .Нов.                                                                                       | .Дец.                                                                                       | .Год.                                                                                       |
| ------------------------------------------------------------------------------------------- | ------------------------------------------------------------------------------------------- | ------------------------------------------------------------------------------------------- | ------------------------------------------------------------------------------------------- | ------------------------------------------------------------------------------------------- | ------------------------------------------------------------------------------------------- | ------------------------------------------------------------------------------------------- | ------------------------------------------------------------------------------------------- | ------------------------------------------------------------------------------------------- | ------------------------------------------------------------------------------------------- | ------------------------------------------------------------------------------------------- | ------------------------------------------------------------------------------------------- | ------------------------------------------------------------------------------------------- | ------------------------------------------------------------------------------------------- |
| Апсолутни максимум, °C (°F)                                                                 | 17,3 (63,1)                                                                                 | 20,6 (69,1)                                                                                 | 24,9 (76,8)                                                                                 | 27,5 (81,5)                                                                                 | 33,8 (92,8)                                                                                 | 36,5 (97,7)                                                                                 | 39,7 (103,5)                                                                                | 37,6 (99,7)                                                                                 | 34,8 (94,6)                                                                                 | 27,3 (81,1)                                                                                 | 23,2 (73,8)                                                                                 | 20,8 (69,4)                                                                                 | 39,7 (103,5)                                                                                |
| Максимум, °C (°F)                                                                           | 4,5 (40,1)                                                                                  | 6,3 (43,3)                                                                                  | 11,2 (52,2)                                                                                 | 14,9 (58,8)                                                                                 | 19,7 (67,5)                                                                                 | 23,5 (74,3)                                                                                 | 26,5 (79,7)                                                                                 | 25,8 (78,4)                                                                                 | 20,9 (69,6)                                                                                 | 15,4 (59,7)                                                                                 | 8,8 (47,8)                                                                                  | 5,3 (41,5)                                                                                  | 15,2 (59,4)                                                                                 |
| Просек, °C (°F)                                                                             | 1,5 (34,7)                                                                                  | 2,5 (36,5)                                                                                  | 6,2 (43,2)                                                                                  | 9,7 (49,5)                                                                                  | 14,2 (57,6)                                                                                 | 17,7 (63,9)                                                                                 | 20,2 (68,4)                                                                                 | 19,5 (67,1)                                                                                 | 15,4 (59,7)                                                                                 | 11,1 (52)                                                                                   | 5,5 (41,9)                                                                                  | 2,8 (37)                                                                                    | 10,5 (50,9)                                                                                 |
| Минимум, °C (°F)                                                                            | −1,3 (29,7)                                                                                 | −1,0 (30,2)                                                                                 | 1,6 (34,9)                                                                                  | 4,8 (40,6)                                                                                  | 9,1 (48,4)                                                                                  | 12,3 (54,1)                                                                                 | 14,4 (57,9)                                                                                 | 14,0 (57,2)                                                                                 | 10,8 (51,4)                                                                                 | 7,4 (45,3)                                                                                  | 2,4 (36,3)                                                                                  | 0,1 (32,2)                                                                                  | 6,2 (43,2)                                                                                  |
| Апсолутни минимум, °C (°F)                                                                  | −19,9 (−3,8)                                                                                | −20,0 (−4)                                                                                  | −13,3 (8,1)                                                                                 | −5,2 (22,6)                                                                                 | −2,2 (28)                                                                                   | 1,3 (34,3)                                                                                  | 3,0 (37,4)                                                                                  | 4,9 (40,8)                                                                                  | 0,2 (32,4)                                                                                  | −4,7 (23,5)                                                                                 | −10,9 (12,4)                                                                                | −17,0 (1,4)                                                                                 | −20 (−4)                                                                                    |
| Количина падавина, mm (in)                                                                  | 76 (2,99)                                                                                   | 68 (2,68)                                                                                   | 70 (2,76)                                                                                   | 72 (2,83)                                                                                   | 84 (3,31)                                                                                   | 92 (3,62)                                                                                   | 79 (3,11)                                                                                   | 82 (3,23)                                                                                   | 100 (3,94)                                                                                  | 105 (4,13)                                                                                  | 88 (3,46)                                                                                   | 90 (3,54)                                                                                   | 1,005 (39,57)                                                                               |
| Количина снега, cm (in)                                                                     | 10,8 (4,25)                                                                                 | 8,1 (3,19)                                                                                  | 2,8 (1,1)                                                                                   | 0,2 (0,08)                                                                                  | 0,0 (0)                                                                                     | 0,0 (0)                                                                                     | 0,0 (0)                                                                                     | 0,0 (0)                                                                                     | 0,0 (0)                                                                                     | 0,0 (0)                                                                                     | 2,8 (1,1)                                                                                   | 7,4 (2,91)                                                                                  | 32,1 (12,64)                                                                                |
| Дани са падавинама (≥ 1.0 mm)                                                               | 9,5                                                                                         | 8,1                                                                                         | 9,0                                                                                         | 8,9                                                                                         | 10,6                                                                                        | 9,3                                                                                         | 7,6                                                                                         | 7,9                                                                                         | 8,1                                                                                         | 10,1                                                                                        | 9,9                                                                                         | 10,0                                                                                        | 109,0                                                                                       |
| Дани са снегом (≥ 1.0 cm)                                                                   | 2,5                                                                                         | 2,0                                                                                         | 0,9                                                                                         | 0,1                                                                                         | 0,0                                                                                         | 0,0                                                                                         | 0,0                                                                                         | 0,0                                                                                         | 0,0                                                                                         | 0,0                                                                                         | 0,7                                                                                         | 2,0                                                                                         | 8,2                                                                                         |
| Релативна влажност, %                                                                       | 81                                                                                          | 76                                                                                          | 69                                                                                          | 67                                                                                          | 69                                                                                          | 66                                                                                          | 64                                                                                          | 67                                                                                          | 73                                                                                          | 79                                                                                          | 81                                                                                          | 81                                                                                          | 73                                                                                          |
| Сунчани сати — месечни просек                                                               | 59                                                                                          | 88                                                                                          | 154                                                                                         | 177                                                                                         | 197                                                                                         | 235                                                                                         | 263                                                                                         | 237                                                                                         | 185                                                                                         | 117                                                                                         | 66                                                                                          | 49                                                                                          | 1.828                                                                                       |
| Сунчано време — месечни проценти                                                            | 23                                                                                          | 33                                                                                          | 45                                                                                          | 46                                                                                          | 45                                                                                          | 53                                                                                          | 58                                                                                          | 58                                                                                          | 53                                                                                          | 38                                                                                          | 26                                                                                          | 20                                                                                          | 44                                                                                          |
| Извор #1: MeteoSwiss                                                                        |                                                                                             |                                                                                             |                                                                                             |                                                                                             |                                                                                             |                                                                                             |                                                                                             |                                                                                             |                                                                                             |                                                                                             |                                                                                             |                                                                                             |                                                                                             |
| Извор #2: KNMI                                                                              |                                                                                             |                                                                                             |                                                                                             |                                                                                             |                                                                                             |                                                                                             |                                                                                             |                                                                                             |                                                                                             |                                                                                             |                                                                                             |                                                                                             |                                                                                             |

| Клима Женеве (GVA), елевација: 420 m (1.380 ft), 1961-1990 нормале и екстреми | Клима Женеве (GVA), елевација: 420 m (1.380 ft), 1961-1990 нормале и екстреми | Клима Женеве (GVA), елевација: 420 m (1.380 ft), 1961-1990 нормале и екстреми | Клима Женеве (GVA), елевација: 420 m (1.380 ft), 1961-1990 нормале и екстреми | Клима Женеве (GVA), елевација: 420 m (1.380 ft), 1961-1990 нормале и екстреми | Клима Женеве (GVA), елевација: 420 m (1.380 ft), 1961-1990 нормале и екстреми | Клима Женеве (GVA), елевација: 420 m (1.380 ft), 1961-1990 нормале и екстреми | Клима Женеве (GVA), елевација: 420 m (1.380 ft), 1961-1990 нормале и екстреми | Клима Женеве (GVA), елевација: 420 m (1.380 ft), 1961-1990 нормале и екстреми | Клима Женеве (GVA), елевација: 420 m (1.380 ft), 1961-1990 нормале и екстреми | Клима Женеве (GVA), елевација: 420 m (1.380 ft), 1961-1990 нормале и екстреми | Клима Женеве (GVA), елевација: 420 m (1.380 ft), 1961-1990 нормале и екстреми | Клима Женеве (GVA), елевација: 420 m (1.380 ft), 1961-1990 нормале и екстреми | Клима Женеве (GVA), елевација: 420 m (1.380 ft), 1961-1990 нормале и екстреми |
| Показатељ \ Месец                                                             | .Јан.                                                                         | .Феб.                                                                         | .Мар.                                                                         | .Апр.                                                                         | .Мај.                                                                         | .Јун.                                                                         | .Јул.                                                                         | .Авг.                                                                         | .Сеп.                                                                         | .Окт.                                                                         | .Нов.                                                                         | .Дец.                                                                         | .Год.                                                                         |
| ----------------------------------------------------------------------------- | ----------------------------------------------------------------------------- | ----------------------------------------------------------------------------- | ----------------------------------------------------------------------------- | ----------------------------------------------------------------------------- | ----------------------------------------------------------------------------- | ----------------------------------------------------------------------------- | ----------------------------------------------------------------------------- | ----------------------------------------------------------------------------- | ----------------------------------------------------------------------------- | ----------------------------------------------------------------------------- | ----------------------------------------------------------------------------- | ----------------------------------------------------------------------------- | ----------------------------------------------------------------------------- |
| Апсолутни максимум, °C (°F)                                                   | 15,5 (59,9)                                                                   | 18,0 (64,4)                                                                   | 22,3 (72,1)                                                                   | 25,8 (78,4)                                                                   | 28,6 (83,5)                                                                   | 33,9 (93)                                                                     | 36,6 (97,9)                                                                   | 35,5 (95,9)                                                                   | 32,9 (91,2)                                                                   | 27,5 (81,5)                                                                   | 21,1 (70)                                                                     | 16,4 (61,5)                                                                   | 36,6 (97,9)                                                                   |
| Средњи максимум, °C (°F)                                                      | 11,0 (51,8)                                                                   | 13,3 (55,9)                                                                   | 18,1 (64,6)                                                                   | 21,5 (70,7)                                                                   | 25,3 (77,5)                                                                   | 29,9 (85,8)                                                                   | 33,1 (91,6)                                                                   | 32,6 (90,7)                                                                   | 28,0 (82,4)                                                                   | 22,1 (71,8)                                                                   | 15,9 (60,6)                                                                   | 12,5 (54,5)                                                                   | 33,1 (91,6)                                                                   |
| Максимум, °C (°F)                                                             | 3,5 (38,3)                                                                    | 5,3 (41,5)                                                                    | 9,2 (48,6)                                                                    | 13,5 (56,3)                                                                   | 17,6 (63,7)                                                                   | 21,8 (71,2)                                                                   | 24,6 (76,3)                                                                   | 23,7 (74,7)                                                                   | 20,3 (68,5)                                                                   | 13,9 (57)                                                                     | 8,0 (46,4)                                                                    | 4,2 (39,6)                                                                    | 13,8 (56,84)                                                                  |
| Просек, °C (°F)                                                               | 0,7 (33,3)                                                                    | 2,0 (35,6)                                                                    | 5,0 (41)                                                                      | 8,8 (47,8)                                                                    | 12,8 (55)                                                                     | 16,5 (61,7)                                                                   | 19,1 (66,4)                                                                   | 18,1 (64,6)                                                                   | 14,9 (58,8)                                                                   | 9,9 (49,8)                                                                    | 5,0 (41)                                                                      | 1,8 (35,2)                                                                    | 9,55 (49,18)                                                                  |
| Минимум, °C (°F)                                                              | −2,3 (27,9)                                                                   | −1,2 (29,8)                                                                   | 0,3 (32,5)                                                                    | 3,5 (38,3)                                                                    | 7,1 (44,8)                                                                    | 10,3 (50,5)                                                                   | 11,8 (53,2)                                                                   | 11,3 (52,3)                                                                   | 9,0 (48,2)                                                                    | 5,4 (41,7)                                                                    | 1,8 (35,2)                                                                    | −1,1 (30)                                                                     | 4,66 (40,37)                                                                  |
| Средњи минимум, °C (°F)                                                       | −9,6 (14,7)                                                                   | −7,5 (18,5)                                                                   | −5,7 (21,7)                                                                   | −2,0 (28,4)                                                                   | 1,0 (33,8)                                                                    | 4,9 (40,8)                                                                    | 6,3 (43,3)                                                                    | 6,1 (43)                                                                      | 3,6 (38,5)                                                                    | −0,1 (31,8)                                                                   | −3,9 (25)                                                                     | −7,7 (18,1)                                                                   | −9,6 (14,7)                                                                   |
| Апсолутни минимум, °C (°F)                                                    | −19,5 (−3,1)                                                                  | −17,4 (0,7)                                                                   | −13,4 (7,9)                                                                   | −4,9 (23,2)                                                                   | −2,3 (27,9)                                                                   | 1,3 (34,3)                                                                    | 2,5 (36,5)                                                                    | 4,3 (39,7)                                                                    | −0,2 (31,6)                                                                   | −2,1 (28,2)                                                                   | −9,2 (15,4)                                                                   | −16,7 (1,9)                                                                   | −19,5 (−3,1)                                                                  |
| Количина падавина, mm (in)                                                    | 73,0 (2,874)                                                                  | 74,0 (2,913)                                                                  | 74,0 (2,913)                                                                  | 61,0 (2,402)                                                                  | 72,0 (2,835)                                                                  | 84,0 (3,307)                                                                  | 65,0 (2,559)                                                                  | 78,0 (3,071)                                                                  | 80,0 (3,15)                                                                   | 73,0 (2,874)                                                                  | 88,0 (3,465)                                                                  | 82,0 (3,228)                                                                  | 904 (35,591)                                                                  |
| Дани са падавинама (≥ 1.0 mm)                                                 | 10,0                                                                          | 9,0                                                                           | 10,0                                                                          | 9,0                                                                           | 11,0                                                                          | 10,0                                                                          | 8,0                                                                           | 9,0                                                                           | 8,0                                                                           | 8,0                                                                           | 9,0                                                                           | 10,0                                                                          | 111                                                                           |
| Релативна влажност, %                                                         | 82,0                                                                          | 77,0                                                                          | 72,0                                                                          | 69,0                                                                          | 70,0                                                                          | 67,0                                                                          | 64,0                                                                          | 67,0                                                                          | 73,0                                                                          | 79,0                                                                          | 79,0                                                                          | 81,0                                                                          | 73,3                                                                          |
| Сунчани сати — месечни просек                                                 | 49,8                                                                          | 76,2                                                                          | 130,8                                                                         | 161,2                                                                         | 180,5                                                                         | 212,3                                                                         | 255,2                                                                         | 225,5                                                                         | 184,9                                                                         | 114,9                                                                         | 60,9                                                                          | 42,0                                                                          | 1.694,2                                                                       |
| Извор: NOAA                                                                   |                                                                               |                                                                               |                                                                               |                                                                               |                                                                               |                                                                               |                                                                               |                                                                               |                                                                               |                                                                               |                                                                               |                                                                               |                                                                               |

## Срби у Женеви
Основана је 2. јула 1888. године у Женеви, прва Српска читаоница. Њу је заменило Српско удружење Вила 1892. године. Друштво су 1896. године напустили његови чланови и добротвори Филип ла Ренотијер од Ферари и Шарон. Друштво је одржавало редовне састанке са пригодним национално-уметничким програмом, и имало је богату књижницу која се стално ширила поклон-књигама. Редовних чланова је било 17, а постојале су и друге категорије. То друштво је одржавало везе са осталим српским друштвима и организацијама широм српства. Почетком 1897. године друштво су водила два философа: Ђорђе Стајић председник и Драгутин Владисављевић тајник (секретар).
Делфа Иванић у свом животопису спомиње, када је студирала у Женеви, да је тада ту постојало омладинско друштво Српска лира, док у истим Успоменама, касније ово друштво наводи као Српска вила. У време Првог светског рата у Женеви је била Управа српског Црвеног крста, с којим је сарађивало Удружење српских жена из Нице.

## Становништво
По проценама из 2008. године у Женеви живи приближно 186.000 становника, а у градској зони преко пола милиона. По оба показатеља то је други град у Швајцарској, а највећи и најзначајнији у њеном франкофоном делу. Од споменутих 186 хиљада становника 38,7% нема швајцарско држављанство.
Језик
Швајцарски Французи чине традиционално становништво града и француски језик је званични у граду и кантону. Међутим, градско становништво је током протеклих неколико деценија постало веома шаролико, па се на улицама Женеве чују бројни други језици.
Религија
Месни Французи су у 16. веку прихватили протестантско учење Жана Калвина. Међутим, последњих деценија у граду се знатно повећао удео римокатолика. Данашњи верски састав града је: римокатолици 39,5%, атеисти 22,0%, протестанти 17,4%, муслимани 4,4%, јевреји 1,1%.

## Привреда
Женева је старо и данас познато банкарско средиште. У граду се налазе централе и велике испоставе низа великих и међународно познатих банака. Град је и важно трговачко средиште.
У граду и околини смештено је много међународних компанија (индустрија, саобраћај, пословање).
Од производње посебно се истиче традиционална израда часовника. Упоредо са тим град се специјализован и на другим пољима прецизне израде вредних искупих предмета, па је постао и важно трговиште за луксузну робу. Са друге стране, све ово чини град једним од најскупљих за живот.
Женева је позната и по бројним догађањима и манифестацијама. Посебно се треба издвојити Женевски салон аутомобила.

## Образовање
Женева је и велико научно-истраживачко и образовно средиште са вишевековном традицијом (Универзитет у Женеви је основан 1559. г.). Прва школа за међународне односе основана је почетком 20. века управо у Женеви.

## Знаменитости града
Женева поседује добро очувано старо градско језгро са бројним црквама, палатама, трговима, фонтанама, споменицима. Поред тога град има и бројне велелепне установе међународних организација, бројне паркове, алеје, дугачак кеј дуж језера. Од тога се могу издвојити:
- Катедрала светог Петра (Cathédrale Saint-Pierre), из 12. века, где је започет калвинизам у швајцарским земљама;
- Палата нација (Palace of Nations), некадашње седиште Лиге народа, изграђена 30-их 20. века;
- Зид реформације (Monument international de la Réformation), споменик у част протестантизму;
- Водоскок;
- Парк Лагранж (Parc de la Grange), велики парк дуж Леманског језера;
- Природњачки музеј (Muséum d'histoire naturelle);
- Комплекс сајма у Женеви.

## Саобраћај
Због присуства бројних међународних установа и компанија Женева има веома развијен међународни и међуградски саобраћај. Западно од града налази се Међународни аеродром „Коинтрин“. Градска железничка станица има бројне поласке ка великим градовима у самој држави и у Француској.
У јавном градском превозу учествују трамваји, тролејбуси, аутобуси и бродови по језеру. Прва три вида превоза налазе се у окриљу градског саобраћајног предузећа. Јавни превоз обухвата град са предграђима, укључујући и она у суседној Француској.

## Партнерски градови
- Дубаи
- Буенос Ајрес
- Алжир
- Аман
- Рио де Жанеиро

## Галерија
- Градска Катедрала св. Петра
- Водоскок на језеру
- Палата нација — главно прочеље
- Главна сала Палате Нација
- Универзитет у Женеви
- Зид реформације
- Здање Светске организације за чување својине
- Савремено здање Природњачког музеја
- Поглед на град са оближњих Алпа